# Aurum (album)
Aurum – ósmy album studyjny polskiej grupy muzycznej Closterkeller. Wydawnictwo ukazało się 5 października 2009 roku nakładem wytwórni muzycznej Universal Music Polska.
Nagrania odbyły się w Izabelin Studio na przełomie czerwca i lipca 2009 roku we współpracy z Piotrem Zygo, który współpracował z takimi wykonawcami jak Kasia Kowalska, Hunter, Wilki czy Perfect.
Wydawnictwo było promowane podczas trasy koncertowej Abracadabra Aurum Tour 2009 w Polsce. Koncerty Closterkeller poprzedziły występy grupy The Chilloud. W lutym 2010 roku płyta uzyskała nominację do nagrody polskiego przemysłu fonograficznego Fryderyka w kategorii: wydawnictwo specjalne – najlepsza oprawa graficzna.
Nagrania dotarły do 15. miejsca listy OLiS.

## Lista utworów
Opracowano na podstawie materiału źródłowego.
1. „Ogród półcieni” (muz. Closterkeller, sł. Orthodox) – 6:00
2. „Złoty” (muz. Closterkeller, sł. Orthodox) – 6:26
3. „Nocarz” (muz. Closterkeller, sł. Orthodox) – 6:05
4. „Vendetta” (muz. Closterkeller, sł. Orthodox) – 5:00
5. „Na nic to” (muz. Closterkeller, sł. Orthodox) – 6:49
6. „12 dni” (muz. Closterkeller, sł. Orthodox) – 4:09
7. „Déjà vu” (muz. Closterkeller, sł. Orthodox) – 4:52
8. „Nie tylko gra <Soulflies Team>" (muz. Closterkeller, sł. Orthodox) – 5:01
9. „Między piekłem a niebem” (muz. Closterkeller, sł. Orthodox) – 7:01
10. „I skończona bajka” (muz. Closterkeller, sł. Orthodox) – 5:25
11. „Matka” (muz. Closterkeller, sł. Orthodox) – 7:06
12. „Dwie połowy” (muz. Closterkeller, sł. Orthodox) – 7:34
13. „Królewna z czekolady” (muz. Closterkeller, sł. Orthodox) – 5:03

## Twórcy
Opracowano na podstawie materiału źródłowego.

- Anja Orthodox – śpiew, instrumenty klawiszowe
- Krzysztof Najman – gitara basowa
- Michał Rollinger – instrumenty klawiszowe
- Mariusz Kumala – gitara elektryczna
- Janusz Jastrzębowski – perkusja
- Piotr Zygo – inżynieria dźwięku, miksowanie
- Andrzej Puczyński – mastering
- Albert Bonarski – projekt graficzny
- Wojciech Wojtczak – zdjęcia